# Championnats du monde de triathlon 2008
Les Championnats du monde de triathlon 2008 présentent les résultats des championnats mondiaux de Triathlon en 2008 organisés par la fédération internationale de triathlon.
Ces 20e championnats se sont déroulés s'est déroulé à Vancouver au Canada le 5 juin 2008.

## Résultats

### Élite

#### Hommes
| Rang   | Athlète             | Nationalité      | Natation    | T1   | Vélo        | T2   | Course à pied | Temps           |
| ------ | ------------------- | ---------------- | ----------- | ---- | ----------- | ---- | ------------- | --------------- |
| Or     | Javier Gómez        | Espagne          | 18 min 45 s | 38 s | 58 min 26 s | 21 s | 31 min 38 s   | 1 h 49 min 48 s |
| Argent | Bevan Docherty      | Nouvelle-Zélande | 18 min 55 s | 44 s | 58 min 11 s | 24 s | 31 min 58 s   | 1 h 50 min 12 s |
| Bronze | Reto Hug            | Suisse           | 18 min 53 s | 48 s | 58 min 09 s | 19 s | 32 min 08 s   | 1 h 50 min 17 s |
| 4      | Hendrik de Villiers | Afrique du Sud   | 18 min 50 s | 43 s | 58 min 18 s | 25 s | 32 min 02 s   | 1 h 50 min 18 s |
| 5      | Matthew Reed        | États-Unis       | 18 min 55 s | 49 s | 58 min 04 s | 21 s | 32 min 18 s   | 1 h 50 min 27 s |
| 6      | Simon Whitfield     | Canada           | 18 min 35 s | 40 s | 58 min 36 s | 22 s | 32 min 14 s   | 1 h 50 min 27 s |
| 7      | Igor Sysoev         | Russie           | 18 min 51 s | 44 s | 58 min 21 s | 21 s | 32 min 11 s   | 1 h 50 min 28 s |
| 8      | Tony Moulai         | France           | 18 min 52 s | 46 s | 58 min 10 s | 20 s | 32 min 23 s   | 1 h 50 min 31 s |
| 9      | Paul Tichelaar      | Canada           | 18 min 41 s | 44 s | 58 min 25 s | 22 s | 32 min 20 s   | 1 h 50 min 32 s |
| 10     | Ivan Vasiliev       | Russie           | 18 min 42 s | 44 s | 58 min 27 s | 25 s | 32 min 16 s   | 1 h 50 min 34 s |

#### Femmes
| Rang   | Athlète           | Nationalité      | Natation    | T1   | Vélo            | T2   | Course à pied | Temps           |
| ------ | ----------------- | ---------------- | ----------- | ---- | --------------- | ---- | ------------- | --------------- |
| Or     | Helen Jenkins     | Royaume-Uni      | 17 min 45 s | 51 s | 1 h 05 min 43 s | 30 s | 36 min 48 s   | 2 h 01 min 37 s |
| Argent | Sarah Haskins     | États-Unis       | 17 min 45 s | 47 s | 1 h 05 min 46 s | 26 s | 36 min 57 s   | 2 h 01 min 41 s |
| Bronze | Samantha Warriner | Nouvelle-Zélande | 18 min 32 s | 44 s | 1 h 07 min 08 s | 25 s | 35 min 43 s   | 2 h 02 min 32 s |
| 4      | Erin Densham      | Australie        | 18 min 35 s | 54 s | 1 h 06 min 55 s | 26 s | 35 min 42 s   | 2 h 02 min 32 s |
| 5      | Emma Moffatt      | Australie        | 17 min 46 s | 51 s | 1 h 07 min 45 s | 24 s | 35 min 48 s   | 2 h 02 min 34 s |
| 6      | Felicity Abram    | Australie        | 18 min 45 s | 45 s | 1 h 06 min 59 s | 25 s | 36 min 41 s   | 2 h 03 min 35 s |
| 7      | Sarah Groff       | États-Unis       | 17 min 50 s | 46 s | 1 h 07 min 54 s | 31 s | 37 min 07 s   | 2 h 04 min 08 s |
| 8      | Kate Allen        | Autriche         | 18 min 45 s | 50 s | 1 h 06 min 52 s | 32 s | 37 min 15 s   | 2 h 04 min 14 s |
| 9      | Debbie Tanner     | Nouvelle-Zélande | 18 min 34 s | 51 s | 1 h 07 min 00 s | 24 s | 37 min 35 s   | 2 h 04 min 24 s |
| 10     | Vanessa Fernandes | Portugal         | 17 min 47 s | 47 s | 1 h 07 min 56 s | 34 s | 37 min 30 s   | 2 h 04 min 34 s |

### Moins de 23 ans

#### Hommes
| Rang   | Athlète               | Nationalité      | Natation    | T1   | Vélo            | T2   | Course à pied | Temps           |
| ------ | --------------------- | ---------------- | ----------- | ---- | --------------- | ---- | ------------- | --------------- |
| Or     | Alistair Brownlee     | Royaume-Uni      | 17 min 39 s | 46 s | 1 h 03 min 02 s | 33 s | 32 min 37 s   | 1 h 54 min 37 s |
| Argent | Gregor Buchholz       | Allemagne        | 18 min 21 s | 49 s | 1 h 02 min 19 s | 26 s | 33 min 01 s   | 1 h 54 min 56 s |
| Bronze | Martin Van Barneveld  | Nouvelle-Zélande | 17 min 53 s | 43 s | 1 h 02 min 50 s | 28 s | 33 min 05 s   | 1 h 54 min 59 s |
| 4      | Todd Leckie           | Royaume-Uni      | 17 min 53 s | 45 s | 1 h 02 min 49 s | 29 s | 33 min 16 s   | 1 h 55 min 12 s |
| 5      | Alexander Bryukhankov | Russie           | 17 min 42 s | 47 s | 1 h 03 min 00 s | 34 s | 33 min 33 s   | 1 h 55 min 36 s |
| 6      | Lukas Salvisberg      | Suisse           | 17 min 54 s | 45 s | 1 h 02 min 49 s | 26 s | 33 min 52 s   | 1 h 55 min 46 s |
| 7      | Nils Frommhold        | Allemagne        | 17 min 46 s | 46 s | 1 h 02 min 54 s | 20 s | 34 min 10 s   | 1 h 55 min 56 s |
| 8      | Alberto Casadei       | Italie           | 17 min 44 s | 49 s | 1 h 02 min 55 s | 29 s | 34 min 02 s   | 1 h 55 min 59 s |
| 9      | Joshua Maeder         | Australie        | 17 min 48 s | 52 s | 1 h 02 min 48 s | 30 s | 34 min 11 s   | 1 h 56 min 09 s |
| 10     | Tony Dodds            | Nouvelle-Zélande | 17 min 46 s | 42 s | 1 h 03 min 03 s | 25 s | 34 min 14 s   | 1 h 56 min 10 s |

#### Femmes
| Rang   | Athlète              | Nationalité    | Natation    | T1         | Vélo            | T2   | Course à pied | Temps           |
| ------ | -------------------- | -------------- | ----------- | ---------- | --------------- | ---- | ------------- | --------------- |
| Or     | Daniela Ryf          | Suisse         | 20 min 28 s | 52 s       | 1 h 09 min 46 s | 30 s | 37 min 54 s   | 2 h 09 min 30 s |
| Argent | Jasmine Oeinck       | États-Unis     | 20 min 23 s | 52 s       | 1 h 09 min 51 s | 46 s | 38 min 10 s   | 2 h 10 min 02 s |
| Bronze | Mari Rabie           | Afrique du Sud | 20 min 22 s | 44 s       | 1 h 09 min 59 s | 25 s | 40 min 05 s   | 2 h 11 min 35 s |
| 4      | Olesya Prystayko     | Ukraine        | 24 min 02 s | 50 s       | 1 h 08 min 57 s | 25 s | 38 min 37 s   | 2 h 12 min 51 s |
| 5      | Barbara Riveros Diaz | Chili          | 21 min 16 s | 1 min 01 s | 1 h 11 min 31 s | 33 s | 38 min 41 s   | 2 h 13 min 02 s |
| 6      | Justine Whipple      | États-Unis     | 22 min 45 s | 49 s       | 1 h 10 min 20 s | 45 s | 38 min 29 s   | 2 h 13 min 08 s |
| 7      | Yuliya Yelistratova  | Ukraine        | 22 min 48 s | 57 s       | 1 h 10 min 11 s | 34 s | 39 min 02 s   | 2 h 13 min 32 s |
| 8      | Renata Koch          | Hongrie        | 22 min 52 s | 58 s       | 1 h 10 min 14 s | 44 s | 39 min 07 s   | 2 h 13 min 55 s |
| 9      | Sarah Fladung        | Allemagne      | 21 min 32 s | 50 s       | 1 h 11 min 36 s | 34 s | 39 min 53 s   | 2 h 14 min 25 s |
| 10     | Kerry Spearing       | Irlande        | 22 min 39 s | 54 s       | 1 h 10 min 23 s | 42 s | 40 min 19 s   | 2 h 14 min 57 s |

### Junior

#### Hommes
| Rang   | Athlète           | Nationalité      | Natation    | T1   | Vélo        | T2   | Course à pied | Temps       |
| ------ | ----------------- | ---------------- | ----------- | ---- | ----------- | ---- | ------------- | ----------- |
| Or     | Vincent Luis      | France           | 13 min 28 s | 42 s | 26 min 37 s | 27 s | 15 min 52 s   | 57 min 06 s |
| Argent | Denis Vasiliev    | Russie           | 13 min 26 s | 48 s | 26 min 32 s | 34 s | 16 min 16 s   | 57 min 36 s |
| Bronze | Jonathan Brownlee | Royaume-Uni      | 13 min 47 s | 41 s | 27 min 30 s | 40 s | 15 min 05 s   | 57 min 43 s |
| 4      | Joshua Amberger   | Australie        | 13 min 25 s | 44 s | 26 min 37 s | 49 s | 16 min 17 s   | 57 min 52 s |
| 5      | Rodrigo González  | Mexique          | 14 min 38 s | 50 s | 27 min 17 s | 30 s | 15 min 04 s   | 58 min 19 s |
| 6      | Franz Loeschke    | Allemagne        | 14 min 40 s | 49 s | 27 min 10 s | 33 s | 15 min 12 s   | 58 min 24 s |
| 7      | Ho Heo Min        | Corée du Sud     | 14 min 02 s | 46 s | 27 min 06 s | 25 s | 16 min 07 s   | 58 min 26 s |
| 8      | Igor Polyanskiy   | Russie           | 14 min 07 s | 49 s | 26 min 59 s | 30 s | 16 min 10 s   | 58 min 35 s |
| 9      | Thomas Davison    | Nouvelle-Zélande | 13 min 59 s | 51 s | 27 min 07 s | 23 s | 16 min 19 s   | 58 min 39 s |
| 10     | David Obozil      | France           | 14 min 02 s | 45 s | 27 min 08 s | 37 s | 16 min 08 s   | 58 min 40 s |

#### Femmes
| Rang   | Athlète           | Nationalité | Natation    | T1         | Vélo        | T2   | Course à pied | Temps           |
| ------ | ----------------- | ----------- | ----------- | ---------- | ----------- | ---- | ------------- | --------------- |
| Or     | Kirsty McWilliam  | Royaume-Uni | 16 min 24 s | 51 s       | 29 min 28 s | 31 s | 16 min 51 s   | 1 h 04 min 05 s |
| Argent | Ashleigh Gentle   | Australie   | 16 min 51 s | 58 s       | 29 min 43 s | 28 s | 16 min 43 s   | 1 h 04 min 43 s |
| Bronze | Zsófia Tóth       | Hongrie     | 16 min 44 s | 1 min 05 s | 29 min 42 s | 25 s | 16 min 51 s   | 1 h 04 min 47 s |
| 4      | Ashley Finaughty  | Zimbabwe    | 16 min 41 s | 50 s       | 30 min 01 s | 25 s | 17 min 10 s   | 1 h 05 min 07 s |
| 5      | Emma Jackson      | Australie   | 16 min 38 s | 50 s       | 30 min 09 s | 31 s | 17 min 10 s   | 1 h 05 min 18 s |
| 6      | Alena Stawczynski | Allemagne   | 16 min 02 s | 50 s       | 29 min 52 s | 30 s | 18 min 08 s   | 1 h 05 min 22 s |
| 7      | Claudia Rivas     | Mexique     | 16 min 38 s | 54 s       | 30 min 02 s | 33 s | 17 min 16 s   | 1 h 05 min 23 s |
| 8      | Maaike Caelers    | Pays-Bas    | 17 min 10 s | 51 s       | 29 min 32 s | 31 s | 17 min 23 s   | 1 h 05 min 27 s |
| 9      | Paula Findlay     | Canada      | 16 min 32 s | 49 s       | 30 min 16 s | 34 s | 17 min 17 s   | 1 h 05 min 28 s |
| 10     | Nataliya Efremova | Russie      | 16 min 39 s | 54 s       | 30 min 03 s | 30 s | 17 min 26 s   | 1 h 05 min 32 s |

## Tableau des médailles
| Rang  | Nation           | Or | Argent | Bronze | Total |
| ----- | ---------------- | -- | ------ | ------ | ----- |
| 1     | Royaume-Uni      | 3  | 0      | 1      | 4     |
| 2     | Espagne          | 1  | 0      | 0      | 1     |
| -     | France           | 1  | 0      | 0      | 1     |
| -     | Suisse           | 1  | 0      | 0      | 1     |
| 5     | États-Unis       | 0  | 2      | 0      | 2     |
| 6     | Nouvelle-Zélande | 0  | 1      | 2      | 3     |
| 7     | Australie        | 0  | 1      | 0      | 1     |
| -     | Allemagne        | 0  | 1      | 0      | 1     |
| -     | Russie           | 0  | 1      | 0      | 1     |
| 10    | Afrique du Sud   | 0  | 0      | 1      | 1     |
| -     | Hongrie          | 0  | 0      | 1      | 1     |
| Total | Total            | 6  | 6      | 6      | 18    |